# Paul Reeves
The Right Reverend and The Honourable Sir Paul Alfred Reeves ONZ GCMG GCVO QSO KStJ (6 de dezembro de 1932 - 14 de agosto de 2011) foi um religioso e político neozelandês que foi arcebispo e primaz da Nova Zelândia entre os anos de 1980 e 1985. Ele foi também o 15º Governador-geral da Nova Zelândia a partir de 22 de novembro de 1985 até 20 de novembro de 1990. Reeves foi ainda o primeiro Chanceler da Universidade de Tecnologia de Auckland.

## Infância e educação
Reeves nasceu em Wellington, em 6 de dezembro de 1932, filho de D'arcy Reeves por seu casamento com Hilda Pirihira, que havia se mudado de Waikawa para Newtown, um subúrbio da classe trabalhadora de Wellington. Hilda era descendente de maori, do Te Āti Awa iwi; D'arcy era Pākehā e trabalhava para os bondes. Reeves foi educado no Wellington College e no Victoria College, Universidade da Nova Zelândia (agora a Universidade Victoria de Wellington), onde se formou B.A. em 1955 e Mestre em 1956. Ele passou a estudar para a ordenação no St John's College, Auckland, recebendo sua Licenciatura em Teologia em 1958.

## Ministério religioso

### Diácono e padre
Reeves foi ordenado diácono em 1958. No ano seguinte se casou com Beverly Gwendolen Watkins, uma colega da faculdade, com quem teve três filhas. Eles partiram imediatamente para a Inglaterra: Paul havia recebido uma bolsa Sir Apirana Ngata para estudar na Universidade de Oxford. Ele foi ordenado padre na Igreja Catedral de Cristo, em Oxford, em 1960, onde concluiu o bacharelado e o mestrado, no St. Peter's College, e serviu em paróquias em Lowestoft e Lewisham antes de retornar para casa.
De volta a Aotearoa, Nova Zelândia, Paul foi nomeado vigário de Okato, uma paróquia rural nas encostas do Monte Taranaki, lar do povo Te Atiawa, de sua mãe. Depois, Paul lecionou no St. John's College antes de um breve período no cargo de Educação Cristã na diocese de Auckland.

### Bispo, arcebispo e primaz
Em 1971, Reeves foi nomeado bispo de Waiapu e consagrado ao episcopado em 25 de março. Ele foi bispo de Auckland de 1979 a 1985 e, adicionalmente, como arcebispo e primaz da Nova Zelândia, o líder dos anglicanos da Nova Zelândia, de 1980 a 1985.
Durante esse período, Reeves também atuou como presidente do Conselho Ambiental (1974–76) e como presidente do Conselho Nacional de Igrejas da Nova Zelândia (1984–85).

## Governador-geral

### Apontamento

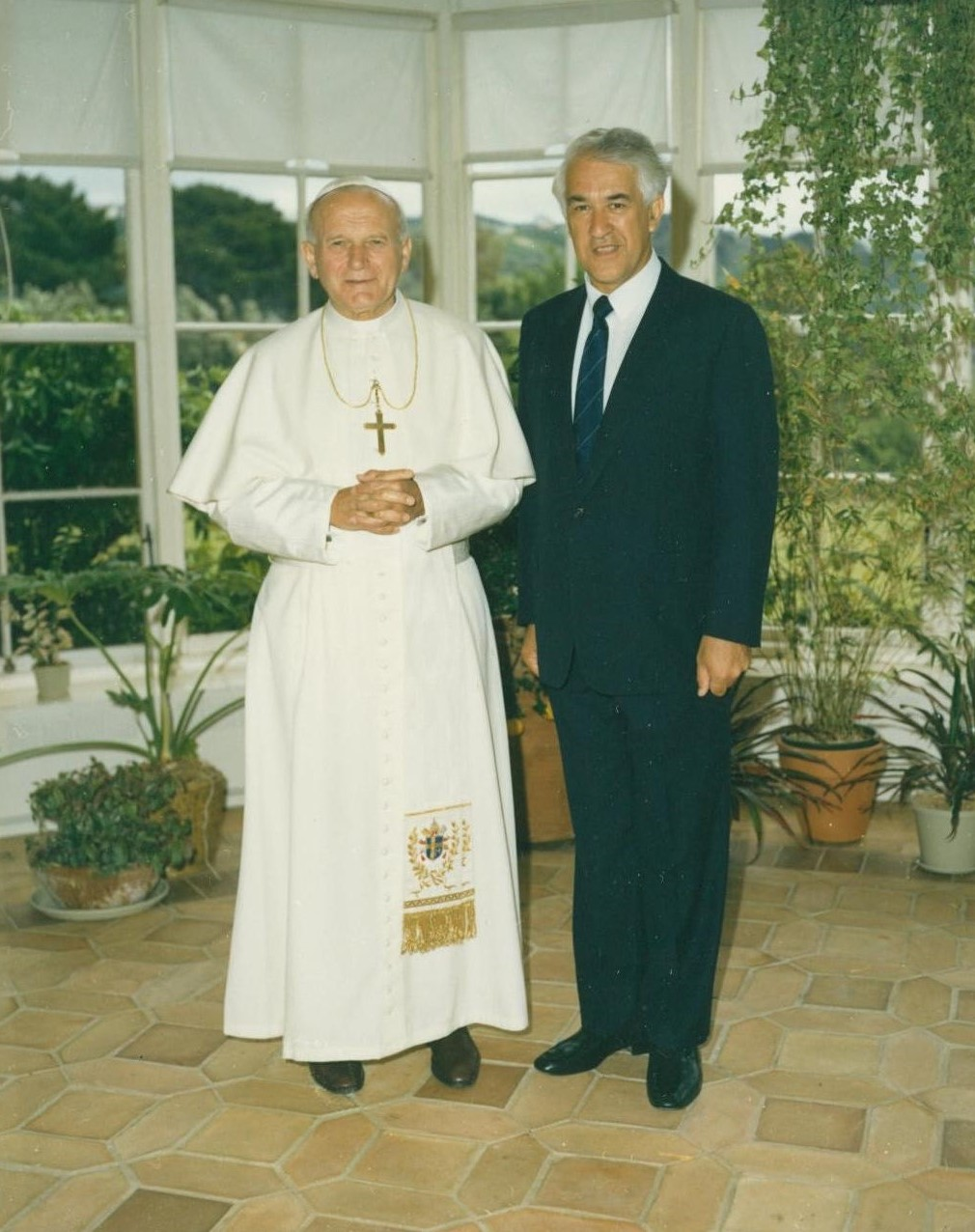
Reeves dá as boas-vindas ao Papa João Paulo II na Nova Zelândia, na Government House, Wellington, em 23 de novembro de 1986

Seguindo o conselho do primeiro-ministro David Lange, a rainha Elizabeth II nomeou Reeves o 15º governador-geral da Nova Zelândia, efetivo a partir de 20 de novembro de 1985. Sua nomeação foi recebida com algum ceticismo devido ao seu envolvimento político anterior no Citizens for Rowling, opondo-se ao Springbok Tour de 1981 e ao fato de ser um bispo anglicano. O líder da oposição Jim McLay se opôs à nomeação com base nesses argumentos, perguntando "Como um padre ordenado pode cumprir esse papel [constitucional]?" Muitos grupos maoris acolheram a nomeação, com Sir James Henare argumentando que "Deve ser um fruto do Tratado de Waitangi ver uma pessoa do nosso povo". Ele foi o primeiro (e até o presente o único) clérigo a ocupar o cargo. Além disso, como membro do Puketapu hapū do Te Āti Awa de Taranaki, ele foi o primeiro governador-geral de ascendência maori.

### Posse
Como clérigo, Reeves optou por não usar o uniforme militar do governador-geral. Durante seu mandato, Reeves se juntou à Associação de Residentes de Newtown e convidou os membros dessa associação a visitar a Government House, em Wellington. Ele organizou o primeiro dia aberto na Government House em 7 de outubro de 1990 e contratou a primeira oficial de relações-públicas, Cindy Beavis, para promover o papel do governador-geral.
Reeves permaneceu no cargo até 20 de novembro de 1990. Ele foi sucedido por Dame Catherine Tizard.

### Ações e controvérsias
Em certa ocasião, o salão de baile da Government House, foi preenchido com colchões para acomodar 100 visitantes maoris de Taranaki. Ele costumava correr de manhã cedo pelas ruas de Wellington, acompanhado por assessores, parando frequentemente para conversar com pessoas em Newtown.
Ele também realizou sessões regulares de um dia na Government House para alunos do ensino médio, para explorar a história e as implicações contemporâneas do Tratado de Waitangi, o pacto de 1840 entre a Rainha Vitória e os chefes maoris da Nova Zelândia.
Durante o mandato de Reeves, o Quarto Governo Trabalhista fez mudanças radicais na economia da Nova Zelândia, mais tarde conhecidas como Rogernomics. Em novembro de 1987, Reeves fez comentários críticos à Rogernomics, afirmando que as reformas estavam criando "uma sociedade cada vez mais estratificada". Ele foi repreendido por esses comentários por Lange, mas posteriormente declarou em maio de 1988 "... o espírito do mercado rouba a vida dos vulneráveis, mas o espírito de Deus dá vida a todos". Reeves mais tarde lembrou que isso marcou uma "separação" do governo.
Reeves também lembrou: "Eu tinha uma pequena sensação de estar sendo deixado sozinho e sentia que precisava ser mais informado ou levado a sério." Ele escreveu à Rainha, mas não recebeu respostas diretamente dela. Ele disse: "Eu costumava escrever para a Rainha e expressar minha opinião sobre isso e aquilo que estava acontecendo no país e não recebia uma resposta direta dela, mas sempre recebia uma longa resposta de seu secretário particular, que eu interpretava como uma expressão de seu ponto de vista."
Em uma visita de estado a Vanuatu em 1988, Reeves foi convidado a matar um porco em uma cerimônia, criando polêmica por ser patrono da Royal New Zealand Society for the Prevention of Cruelty to Animals. Mais tarde, ele renunciou ao cargo de patrono. Isso foi seguido por um incidente semelhante quando Reeves era membro de um grupo que atirou em um pássaro ameaçado de extinção durante uma viagem às ilhas subantárticas da Nova Zelândia em dezembro de 1989. O pássaro era um albatroz-de-manto-leve e protegido pela Lei da Vida Selvagem de 1953, no entanto, o gerente de operações do Departamento de Conservação de Southland, Lou Sanson, aceitou que o tiro foi acidental.

## Aposentadoria

Brasão de Paul Reeves

Após sua aposentadoria do cargo, Reeves tornou-se o Observador do Conselho Consultivo Anglicano nas Nações Unidas em Nova York (1991-1993), exercendo liderança significativa em prol dos povos indígenas em todo o mundo, e Bispo Assistente de Nova York (1991-1994). De 1994 a 1995, ele serviu brevemente como Reitor de Te Whare Wānanga o Te Rau Kahikatea (a faculdade teológica de Te Pihopatanga o Aotearoa e membro constituinte do St. John's College, Auckland). Ele também foi vice-líder do grupo de observadores da Commonwealth na África do Sul, presidente da Fundação Nelson Mandela e professor visitante Montague Burton de Relações Internacionais na Universidade de Edimburgo.
Reeves presidiu a Comissão de Revisão da Constituição de Fiji de 1995 a 1997, culminando na readmissão de Fiji na Comunidade, até sua suspensão em 2000. Em 12 de dezembro de 2007, foi relatado que Reeves estava envolvido em "conversas secretas" para resolver a crise política de um ano de Fiji, após o golpe de estado de Fiji em 2006. Ele realizou 14 viagens à Guiana em uma missão solo da Comunidade Britânica para resolver tensões políticas interpartidárias, além de acompanhar eleições em Gana e na África do Sul.
Em 2004, Reeves fez uma declaração em apoio à república da Nova Zelândia, afirmando em uma entrevista: "... se renunciar ao título de cavaleiro fosse um pré-requisito para ser cidadão de uma república, acho que valeria a pena."
Sir Paul presidiu o Toi Te Taiao, o Conselho de Bioética da Nova Zelândia e foi chanceler da Universidade de Tecnologia de Auckland, de fevereiro de 2005 a agosto de 2011. Ele também continou sendo padre celebrante e membro ativo da congregação da Catedral da Santíssima Trindade em Auckland.
Em julho de 2011, Reeves anunciou que havia sido diagnosticado com câncer e, portanto, estava se aposentando de todas as responsabilidades públicas. Ele morreu de câncer em 14 de agosto de 2011, aos 78 anos.

## Honrarias e outros prêmios

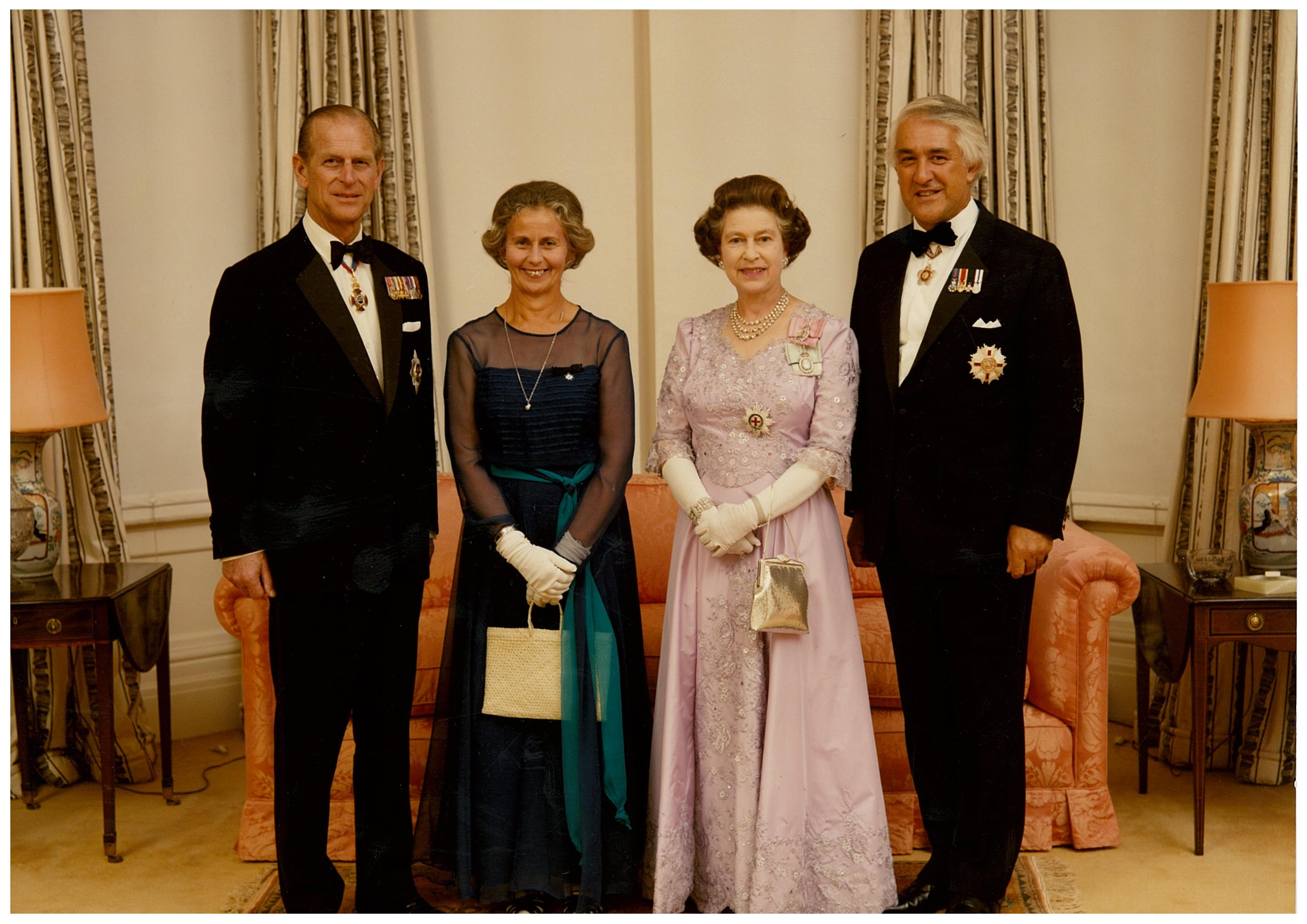
Príncipe Philip, Lady Beverley Reeves, Rainha Elizabeth II, Sir Paul Reeves

Reeves foi agraciado com a Medalha do Jubileu de Prata da Rainha Elizabeth II (1977), foi nomeado Capelão da Venerabilíssima Ordem do Hospital de São João de Jerusalém em abril de 1982, Knight Bachelor nas Honras do Aniversário da Rainha de 1985, Cavaleiro da Grande Cruz da Ordem de São Miguel e São Jorge em 6 de novembro de 1985, Cavaleiro da Justiça da Venerabilíssima Ordem do Hospital de São João de Jerusalém em 1986, e Cavaleiro da Grande Cruz da Real Ordem Vitoriana em 2 de março de 1986. Em 1990, tornou-se Companheiro da Ordem de Serviço da Rainha . Reeves também foi feito Companheiro da Ordem de Fiji .
Havia alguma preocupação quanto ao uso do título de Sir por Reeves, já que membros do clero na Igreja da Inglaterra geralmente não recebem esse título quando são condecorados, e a mesma regra presumivelmente se aplica à Igreja Anglicana na Nova Zelândia. Além disso, o clero tradicionalmente não é condecorado. Para evitar colocar a Rainha em uma situação embaraçosa (governadores-gerais seriam tradicionalmente condecorados por ela pessoalmente no Palácio de Buckingham), o primeiro-ministro da época, David Lange, fez de Reeves um Knight Bachelor antes de conhecê-la. Consequentemente, quando Reeves foi receber a Grã-Cruz de Cavaleiro da Ordem de São Miguel e São Jorge da Rainha, ele já era Sir Paul.
No Dia de Waitangi de 2007, Reeves recebeu a maior honraria da Nova Zelândia, sendo admitido na Ordem da Nova Zelândia.
A Universidade de Oxford conferiu a ele o título de Doutor em Direito Civil em 1985 e sua faculdade, St. Peter's, o nomeou fellow honorário em 1981 e curador em 1994. Uma bolsa do St. John's College, Auckland, veio em 1989. Ele recebeu outros títulos honorários, incluindo um LLD da Universidade Victoria de Wellington (1989), um DD do General Theological Seminary, Nova York (1992) e o título de Doutor Honoris Causa da Universidade de Edimburgo (1994).

As mudanças nas regras em 2006 permitiram que ele usasse o estilo The Honourable para o resto da vida.